# Nazionale di polo dell'Italia
La nazionale di polo dell'Italia è una squadra europea composta dai migliori giocatori di polo dell'Italia ed è posta sotto l'egida della Federazione Italiana Sport Equestri.
La nazionale ha vinto il  titolo europeo nel 2005 , 2018 e 2021.

## Campionato mondiale di polo
| Campionato mondiale di polo | Campionato mondiale di polo | Campionato mondiale di polo | Campionato mondiale di polo | Campionato mondiale di polo | Campionato mondiale di polo |
| --------------------------- | --------------------------- | --------------------------- | --------------------------- | --------------------------- | --------------------------- |
| 1987                        | non qualificata             | 1989                        | non qualificata             | 1992                        | non qualificata             |
| 1995                        | non qualificata             | 1998                        | non qualificata             | 2001                        | 7º posto                    |
| 2004                        | non qualificata             | 2008                        | non qualificata             | 2011                        | 3º posto                    |
| 2015                        | non qualificata             | 2017                        | non qualificata             |                             |                             |

## Campionato europeo di polo
| Campionato europeo di polo | Campionato europeo di polo | Campionato europeo di polo | Campionato europeo di polo | Campionato europeo di polo | Campionato europeo di polo |
| -------------------------- | -------------------------- | -------------------------- | -------------------------- | -------------------------- | -------------------------- |
| 1993                       | 2º posto                   | 1995                       |                            | 1997                       | 2º posto                   |
| 1999                       |                            | 2002                       |                            | 2005                       | Campione                   |
| 2008                       |                            | 2010                       |                            | 2012                       |                            |
| 2014                       |                            | 2016                       |                            | 2018                       | Campione                   |
| 2021                       | Campione                   |                            |                            |                            |                            |